# Shin Hokuto no Ken
Autre
Shin Hokuto no Ken (新・北斗の拳) est une série de trois OAV sortie entre le 24 juillet 2003 et le 28 mai 2004 au Japon, reprenant l'univers du manga Hokuto no Ken aussi connu en France sous le nom Ken le Survivant. Il s'agit d'une adaptation du roman Jubaku no Machi (呪縛の街) écrit par Buronson et Tetsuo Hara en 1996. Chaque OAV a une durée d'environ 60 minutes.

## Synopsis
L'histoire se déroule après les deux premières séries télévisées d'animation et le dernier tome du manga, après que le héros retrouve Ryû, le fils de Raoh. Kenshiro est au royaume de Lastland fondé par le tyrannique Sanga où il se retrouve à devoir de nouveau agir en sauveur. Il finira par découvrir une nouvelle facette du Hokuto Shinken.

## Personnages
- Kenshirô
- Sanga
- Sarah
- Tobi
- Vista
- Seiji

## Épisodes
1. La Forteresse idolâtre, sorti le 24 juillet 2003
2. La Technique interdite, sorti le 23 octobre 2003
3. Tout le poids de la compassion, sorti le 28 mai 2004